# Diecezja Udaipur
Diecezja Udaipur – diecezja rzymskokatolicka w Indiach. Została utworzona w 1984 z terenu diecezji Ajmer–Jaipur.

## Ordynariusze
- Joseph Pathalil (1984–2012)
- Devprasad John Ganawa, S.V.D., od 2012